# Sibirskaïa (métro de Novossibirsk)
Sibirskaïa (en russe : Сибирская et en anglais : Sibirskaya) est une station de la ligne Dzerjinskaïa du métro de Novossibirsk.
Mise en service en 1987, elle est desservie par les rames de la ligne Dzerjinskaïa.

## Situation sur le réseau

Plan du métro (2017).

Établie en souterrain, la station Sibirskaïa, est une station de passage de la Ligne Dzerjinskaïa du métro de Novossibirsk. Elle est située entre la station Plochtchad Garina-Mikhaïlovskogo, terminus ouest, et la station Marchala Pokrychkina, en direction du terminus est, Zolotaïa Niva.
Elle dispose d'un quai central encadré par les deux voies de la ligne.

## Histoire
La station Sibirskaïa est mise en service le 31 décembre 1987. La station est due aux architectes V. Piterski et aux artistes céramistes G. Alexeïev, O. Alexeïeva.

## Services aux voyageurs

### Desserte
Sibirskaïa est desservie par les rames de la ligne Dzerjinskaïa.

Installations et desserte
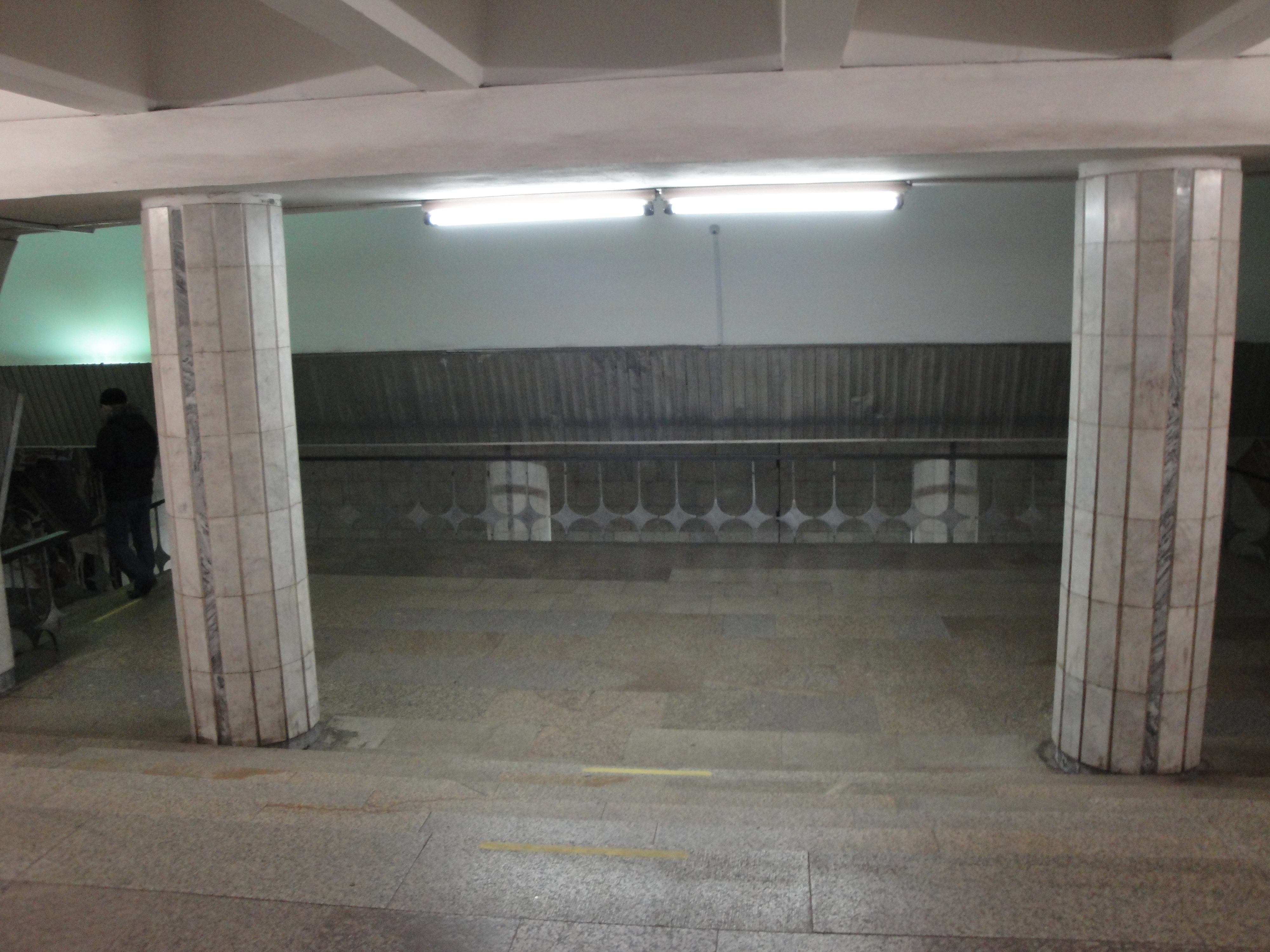
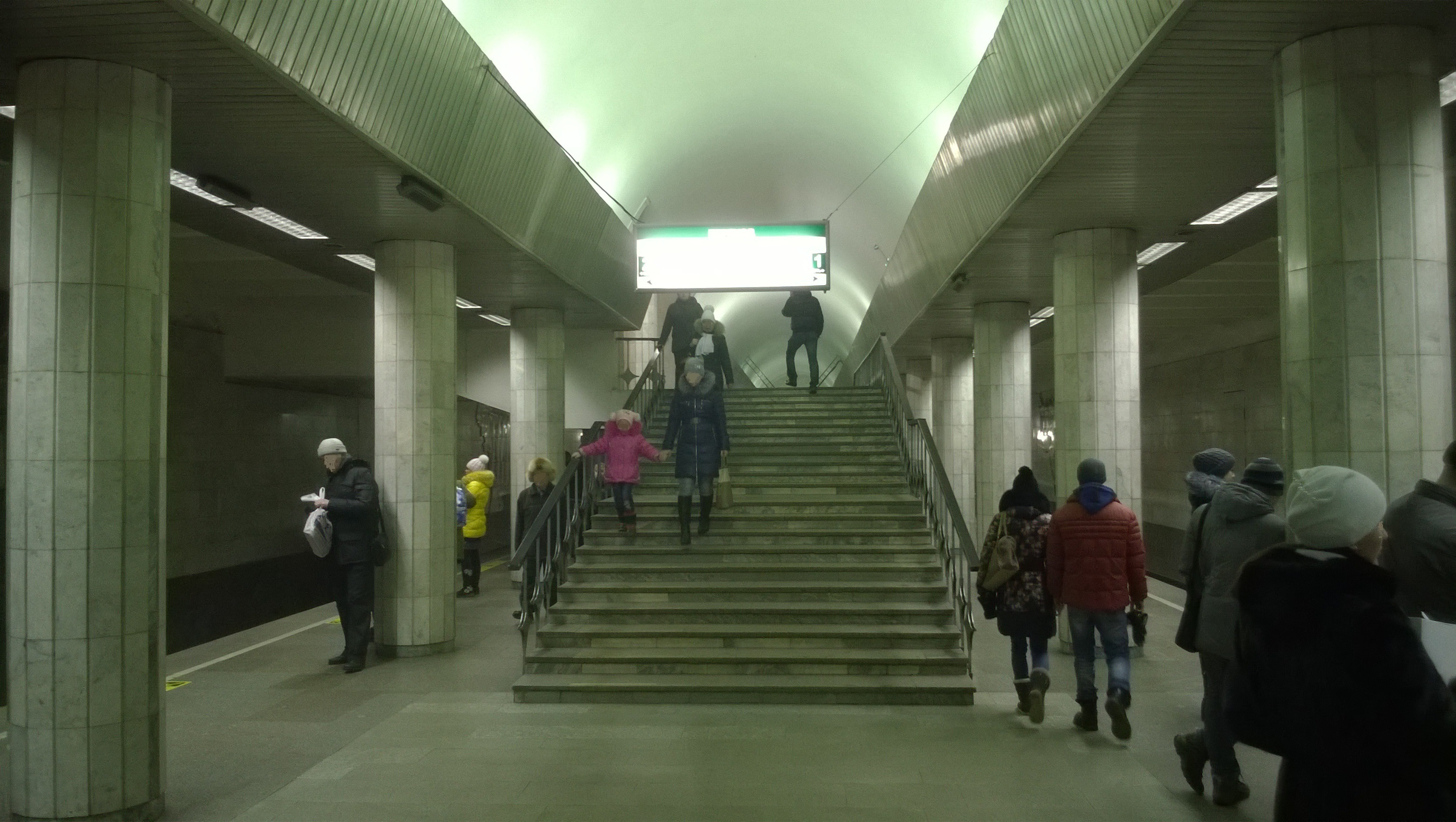
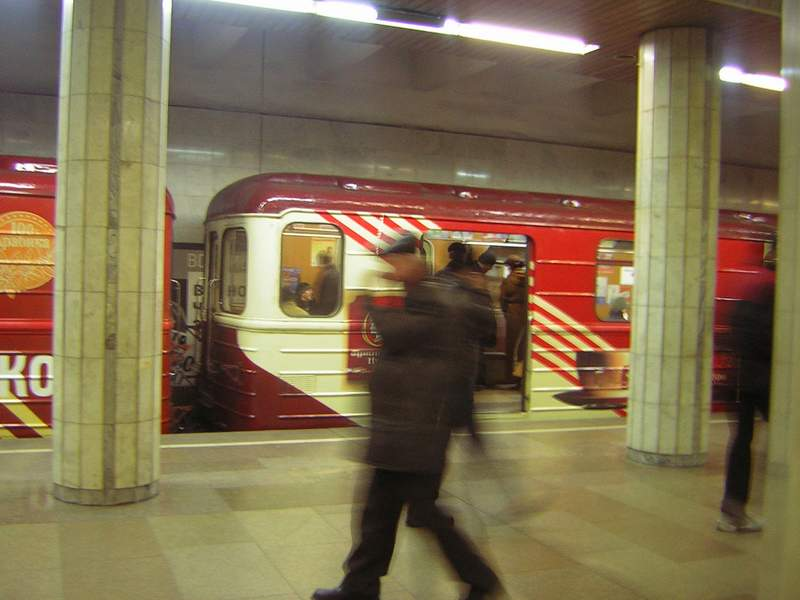